# Rhodium(III)-sulfat
Rhodium(III)-sulfat ist eine anorganische chemische Verbindung des Rhodiums aus der Gruppe der Sulfate.

## Gewinnung und Darstellung
Rhodium(III)-sulfat kann durch Reaktion von Rhodium(III)-oxid oder Rhodiumhydroxid mit Schwefelsäure gewonnen werden, wobei sich je nach Reaktionsbedingungen das Tetra- oder Pentadecahydrat bilden.
{\displaystyle \mathrm {Rh_{2}O_{3}+3\ H_{2}SO_{4}\longrightarrow Rh_{2}(SO_{4})_{3}+3\ H_{2}O} }

## Eigenschaften
Rhodium(III)-sulfat ist ein orange-roter Feststoff, der auch ein rotes, amorphes Tetra- und ein gelbes Pentadecahydrat bildet. Er besitzt eine trigonale Kristallstruktur mit der Raumgruppe R3 (Raumgruppen-Nr. 148). Es existiert auch ein oranges Dihydrat mit einer orthorhombischen Kristallstruktur und der Raumgruppe Pnma (Raumgruppen-Nr. 62) und weitere Hydrate.

## Verwendung
Rhodium(III)-sulfat ist ein Zwischenprodukt bei der Rhodiumproduktion und zur galvanischen Beschichtung mit Rhodium (Rhodinieren) verwendet.

## Externe Links zu erwähnten Verbindungen
1. ↑  Externe Identifikatoren von bzw. Datenbank-Links zu dirhodium(3+) tetrahydrat trisulfat:  CAS-Nr.: 15274-78-9, ECHA-InfoCard: 100.206.597, PubChem: 91886287, Wikidata: Q131312664.
2. ↑  Externe Identifikatoren von bzw. Datenbank-Links zu Rhodium(III)-hydroxid:  CAS-Nr.: 21656-02-0, EG-Nr.: 244-508-2, ECHA-InfoCard: 100.040.447, PubChem: 88993, Wikidata: Q20980617.